# Équipe du Japon de rugby à sept
Cet article traite de l'équipe masculine. Pour l'équipe féminine, voir Équipe du Japon féminine de rugby à sept.
L'équipe du Japon de rugby à sept est l'équipe qui représente le Japon dans les principales compétitions internationales de rugby à sept au sein des World Rugby Sevens Series, de la Coupe du monde de rugby à sept, des Jeux asiatiques et du championnat asiatique.

## Histoire
- Après avoir été vainqueur au tournoi de qualification de Hong-Kong en 2014, l'équipe du Japon à sept accède au statut d'équipe permanente pour la saison 2014-2015 des World Rugby Sevens Series.
- Le Japon perd son statut d'équipe permanente à l'issue de la saison 2014-2015 en finissant dernière des quinze équipes permanentes.
- Après avoir été vainqueur au tournoi de qualification de Hong-Kong en 2016, l'équipe du Japon à sept retrouve le statut d'équipe permanente pour la saison 2016-2017 des World Rugby Sevens Series.

## Joueurs

### Joueurs actuels
Équipe présente aux jeux olympiques de 2016
Entraineur : Tomohiro Segawa
- Kameli Soejima
- Ahkito Yamada
- Yusaku Kawazura
- Lote Tuqiri
- Katsuyaki Sakai
- Lomano Lemeki
- Masakatsu Hikosaka
- Kazushi Yano
- Teruya Goto
- Yoshitaka Tokunaga
- Kenki Fukuoka
- Kazuhira Goya
- Yushikazu Fujita
- Chihito Matsui

## Palmarès
| Coupe du monde (0)                                                            | World Rugby Sevens Series (0) | Jeux olympiques (0)                   | Jeux asiatiques (3)                                                        | Asian Sevens Series (6) |
| ----------------------------------------------------------------------------- | ----------------------------- | ------------------------------------- | -------------------------------------------------------------------------- | --- |
| - 1993 : 13e - 1997 : 18e - 2001 : 11e - 2005 : 11e - 2009 : 21e - 2013 : 18e | - 2016 : 15e                  | - 2016 : 4e - 2020 : 11e - 2024 : 12e | - 1998 : 2e - 2002 : 4e - 2006 : 1re - 2010 : 1re - 2014 : 1re - 2018 : 2e | - 2009 : 1re - 2010 : 2e - 2011 : 1re - 2012 : 2e - 2013 : 1re - 2014 : 2e - 2015 : 1re - 2016 : ne participe pas - 2017 : 1re - 2018 : 1re |

### Parcours en Coupe du monde
Le tableau suivant récapitule les performances du 7 du Japon en Coupe du monde. Les japonais n'ont jamais atteints la Cup, ont été 2 fois en Plate et ont été 3 en finale du Bowl et en ont gagné une.
| Édition            | Rang                     | Dernier match disputé       | Bilan           |
| ------------------ | ------------------------ | --------------------------- | --------------- |
| Édimbourg 1993     | Vainqueur Bowl           | Écosse 19 – 33 Japon        | 4 v, 0 n, 3 d   |
| Hong Kong 1997     | Finaliste Bowl           | États-Unis 40 – 28 Japon    | 2 v, 0 n, 5 d   |
| Mar del Plata 2001 | Quart-de-finaliste Plate | Pays de Galles 21 – 7 Japon | 3 v, 0 n, 3 d   |
| Hong Kong 2005     | Quart-de-finaliste Plate | Russie 29 – 5 Japon         | 3 v, 0 n, 3 d   |
| Dubaï 2009         | Quart-de-finaliste Bowl  | Uruguay 19 – 12 Japon       | 0 v, 0 n, 4 d   |
| Moscou 2013        | Finaliste Bowl           | Russie 29 – 5 Japon         | 2 v, 1 n, 3 d   |
| Total              | Total                    | Total                       | 14 v, 1 n, 21 d |

Légende : v = victoire ; n = match nul ; d = défaite.

### Finales par tournois du Sevens World Series
|           | Cup | Plate | Bowl | Shield |
| --------- | --- | ----- | ---- | ------ |
| Vainqueur | 0   | 1     | 1    | 4      |
| Finaliste | 0   | 3     | 0    | 8      |

| Année | Coupe  | Place     | Score | Adversaire                |
| ----- | ------ | --------- | ----- | ------------------------- |
| 2011  | Shield | Finaliste | 19-31 | Papouasie-Nouvelle-Guinée |
| 2011  | Shield | Vainqueur | 22-19 | Tonga                     |
| 2010  | Shield | Vainqueur | 22-17 | Tonga                     |
| 2007  | Shield | Finaliste | 17-43 | Canada                    |
| 2002  | Plate  | Finaliste | 7-36  | Iles Cook                 |

| Année | Coupe  | Place     | Score | Adversaire |
| ----- | ------ | --------- | ----- | ---------- |
| 2002  | Shield | Vainqueur | 40-5  | Hong Kong  |

| Année | Coupe  | Place     | Score | Adversaire |
| ----- | ------ | --------- | ----- | ---------- |
| 2015  | Shield | Finaliste | 17-19 | Canada     |

| Année | Coupe  | Place     | Score | Adversaire                |
| ----- | ------ | --------- | ----- | ------------------------- |
| 2013  | Shield | Finaliste | 14-27 | Canada                    |
| 2000  | Plate  | Vainqueur | 26-14 | Papouasie-Nouvelle-Guinée |

| Année | Coupe  | Place     | Score | Adversaire |
| ----- | ------ | --------- | ----- | ---------- |
| 2015  | Shield | Vainqueur | 21-19 | France     |
| 2014  | Shield | Finaliste | 12-36 | États-Unis |

| Année | Coupe  | Place     | Score | Adversaire     |
| ----- | ------ | --------- | ----- | -------------- |
| 2014  | Shield | Finaliste | 12-29 | Pays de Galles |

| Année | Coupe | Place     | Score | Adversaire |
| ----- | ----- | --------- | ----- | ---------- |
| 2006  | Plate | Finaliste | 5-26  | Samoa      |
| 2005  | Bowl  | Vainqueur | 19-12 | Canada     |

| Année | Coupe  | Place     | Score | Adversaire       |
| ----- | ------ | --------- | ----- | ---------------- |
| 2016  | Plate  | Finaliste | 7-27  | Nouvelle-Zélande |
| 2011  | Shield | Finaliste | 12-19 | États-Unis       |
| 2010  | Shield | Finaliste | 7-17  | Écosse           |

### Parcours aux jeux Asiatiques
Le tableau suivant récapitule les performances du 7 du Japon aux jeux asiatiques. Les Japonais ont remporté la compétition à trois reprises.
| Édition                | Rang      | Dernier match disputé      | Bilan          |
| ---------------------- | --------- | -------------------------- | -------------- |
| Bangkok 1998           | Finaliste | Corée du Sud 29 – 14 Japon | 3 v, 0 n, 1 d  |
| Pusan 2002             | Quatrième | Thailand 17 – 14 Japon     | 2 v, 0 n, 3 d  |
| Doha 2006              | Vainqueur | Corée du Sud 29 – 27 Japon | 4 v, 0 n, 0 d  |
| Canton 2010            | Vainqueur | Hong Kong 21 – 28 Japon    | 7 v, 0 n, 0 d  |
| Incheon 2014           | Vainqueur | Hong Kong 12 – 24 Japon    | 6 v, 0 n, 0 d  |
| Jakarta–Palembang 2018 | Finaliste | Hong Kong 14 – 0 Japon     | 5 v, 0 n, 1 d  |
| Total                  | Total     | Total                      | 23 v, 0 n, 5 d |

Légende : v = victoire ; n = match nul ; d = défaite.